# Donacia
Donacia (від грец. δοναξ «donax», що означає «очерет, комиш») — рід жуків-листоїдів з підродини Donaciinae.

## Опис
Імаго завдовжки 3—10 мм. Представники даного роду характеризуються наступними рисами:
- край у вершини надкрила нормальний, без витягнутого горбка; у більшості видів вершини надкрила зрізані, не закруглені; шов надкрила по всій довжині простий;
- щелепи короткі, майже приховані під верхньою губою;
- гомілки тонкі;
- гіпомери, частина передньоспинки видима з боку, зазвичай з широкою волосистою областю.

## Екологія
Жуки зустрічаються на водних та приводних рослинах, запилюють латаття. Личинки розвиваються на підводних кореневищах рослин. 

## Види
Деякі види: 
- Donacia andalusiaca Kraatz, 1869
- Donacia antiqua Kunze, 1818
- Donacia aquatica (Linnaeus, 1758)
- Donacia aequidorsis Jacobson, 1894
- Donacia bicolora Zschach, 1788
- Donacia brevicornis Ahrens, 1810
- Donacia brevitarsis Thomson, 1884
- Donacia cinerea (Herbst, 1784)
- Donacia clavipes (Fabricius, 1793)
- Donacia crassipes Fabricius, 1775
- Donacia dentata Hoppe, 1795
- Donacia fennica (Paykull, 1800)
- Donacia impressa (Paykull, 1799)
- Donacia malinovskyi Ahrens, 1810
- Donacia marginata Hoppe, 1795
- Donacia obscura Gyllenhal, 1813
- Donacia semicuprea Panzer, 1796
- Donacia simplex Fabricius, 1775
- Donacia sparganii Ahrens, 1810
- Donacia thalassina Germar, 1811
- Donacia tomentosa (Ahrens, 1810)
- Donacia versicolorea (Brahm, 1790)
- Donacia vulgaris Zschach, 1788